# Jakop Dalunde
Jakop Dalunde, né le 2 février 1984 à Stockholm, est un homme politique suédois. Membre du Parti de l'environnement Les Verts, il est député européen depuis 2016.

## Biographie
De 2008 à 2011, Jakop Dalunde est le porte-parole du mouvement de la jeunesse du Parti de l'environnement Les Verts avec Maria Ferm. Durant la même période, il est également élu local à Stockholm. Par la suite, entre 2011 et 2013, il est le président de la branche jeunesse de l'Église de Suède dans la diocèse de Stockholm. 
En 2014, Jakop Dalunde est candidat aux élections européennes en étant sixième sur la liste du Parti de l'environnement Les Verts. Étant donné que le parti ne remporte que quatre sièges, il n'est pas élu. Toutefois, il intègre le Parlement européen le 7 juin 2016 en remplaçant Peter Eriksson, contraint de démissionner à la suite de sa nomination comme ministre du Logement et de la Numérisation du gouvernement Löfven,.